# Liste der Parlamentsabgeordneten von Malta (1945–1947)
Diese Liste gibt einen Überblick über die Mitglieder des Repräsentantenhauses von Malta in der Wahlperiode von 1945 bis 1947.
| Name                | Fraktion | Wahlkreis | Bemerkungen |
| ------------------- | -------- | --------- | ----------- |
| Robert Bencini      | CdL      | 2         |             |
| Pawlu Boffa         | CdL      | 1         |             |
| Joseph Cassar       | CdL      | 1         |             |
| Arthur F. Colombo   | CdL      | 2         |             |
| Godwin G. Ganado    | CdL      | 2         |             |
| Henry Jones         | Unabh.   | 2         |             |
| Dominic Mintoff     | CdL      | 1         |             |
| John Raimondo       | CdL      | 1         |             |
| Ant. Schembri Adami | CdL      | 2         |             |
| Karmenu Vassallo    | CdL      | 1         |             |

## Einzelnachweis
1. ↑  Members of Parliament, 1921–2008. In: maltadata.com. Archiviert vom Original (nicht mehr online verfügbar) am 3. Januar 2014; abgerufen am 21. Juli 2019 (englisch).